# 卡利諾韋 (伊萬基夫區)
50°50′1″N 29°31′30″E / 50.83361°N 29.52500°E
卡利諾韋（烏克蘭語：Калинове）是位於烏克蘭北部的村莊，由基辅州维什霍罗德区的伊萬基夫市鎮負責管轄。該村始建於1934年，面積0.6平方公里，海拔高度158米，2001年該村落人口105。